# Estación de Comillas
Comillas es una futura estación de la línea 11 del Metro de Madrid situada en el parque de Comillas, a la altura del cruce de la calle Baleares con las calles María Guerrero y Eduardo Marquina, en el barrio de Comillas (distrito de Carabanchel). Forma parte del proyecto de ampliación de la línea 11 entre las estaciones de Plaza Elíptica y Conde de Casal, siendo junto a Madrid Río una de las dos estaciones de nueva creación.
Si bien no existe una fecha confirmada para su apertura al público, las obras empezaron en diciembre de 2023 y según las últimas informaciones las obras podrían finalizar en noviembre de 2027, poniéndose en marcha la línea a principios de 2028.

## Historia

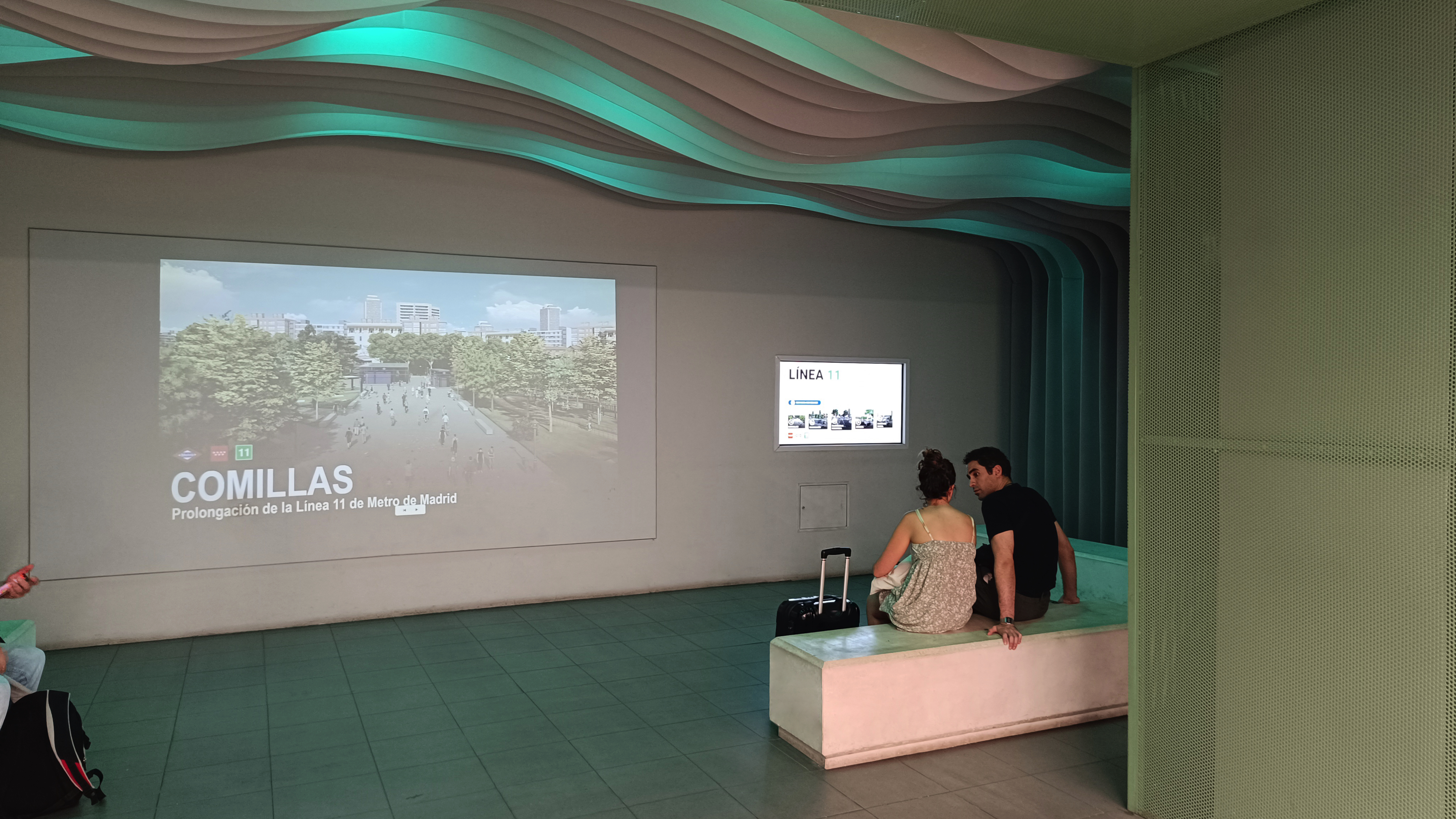
Espacio expositivo sobre el proyecto de ampliación de la línea 11 montado en 2025 en el vestíbulo de metro de Atocha

El proyecto inicial de ampliación no contemplaba una estación en el barrio de Comillas, en parte porque la estación tendría un volumen inferior al de la media de la red, si bien la presión vecinal logró que durante el periodo de alegaciones se incluyera la estación en el proyecto al calcularse de nuevo la demanda y obtenerse una estimación superior a la inicial.
El proyecto inicial contemplaba la entrada de la tuneladora por una zona cercana a Conde de Casal. Cuando el proyecto cambió y se incluyó una nueva estación en Comillas se decidió que esta nueva estación sería el punto de entrada de la tuneladora, aprovechando el parque de Comillas para introducir la máquina, hacer acopio de los materiales de construcción y actuar como vertedero de la tierra extraída. Esta decisión ha implicado la tala de 199 árboles y situar una zona de obras a 25 metros del colegio de infantil y primaria Perú, centro preferente para alumnado con trastorno del espectro autista.
La zona afectada por las obras de la línea 11 de Metro se encuentra sobre un campo de concentración habilitado después de la Guerra civil española, que fue el epicentro de una larga lucha vecinal para conseguir un parque para el barrio, finalmente conseguido en 1979. Además, el terreno sobre el que se ubicó posteriormente el parque de Comillas fue el escenario de un histórico mitin de Manuel Azaña en octubre de 1935.